# Labná
Labná est un centre de cérémonie en ruines de la civilisation Maya dans l'État du Yucatan au Mexique.

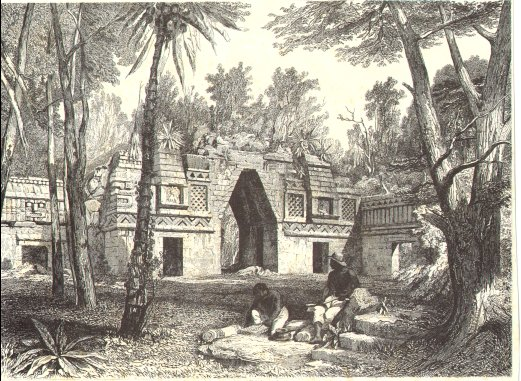
Arc de Labna, dessinée par Frederick Catherwood.

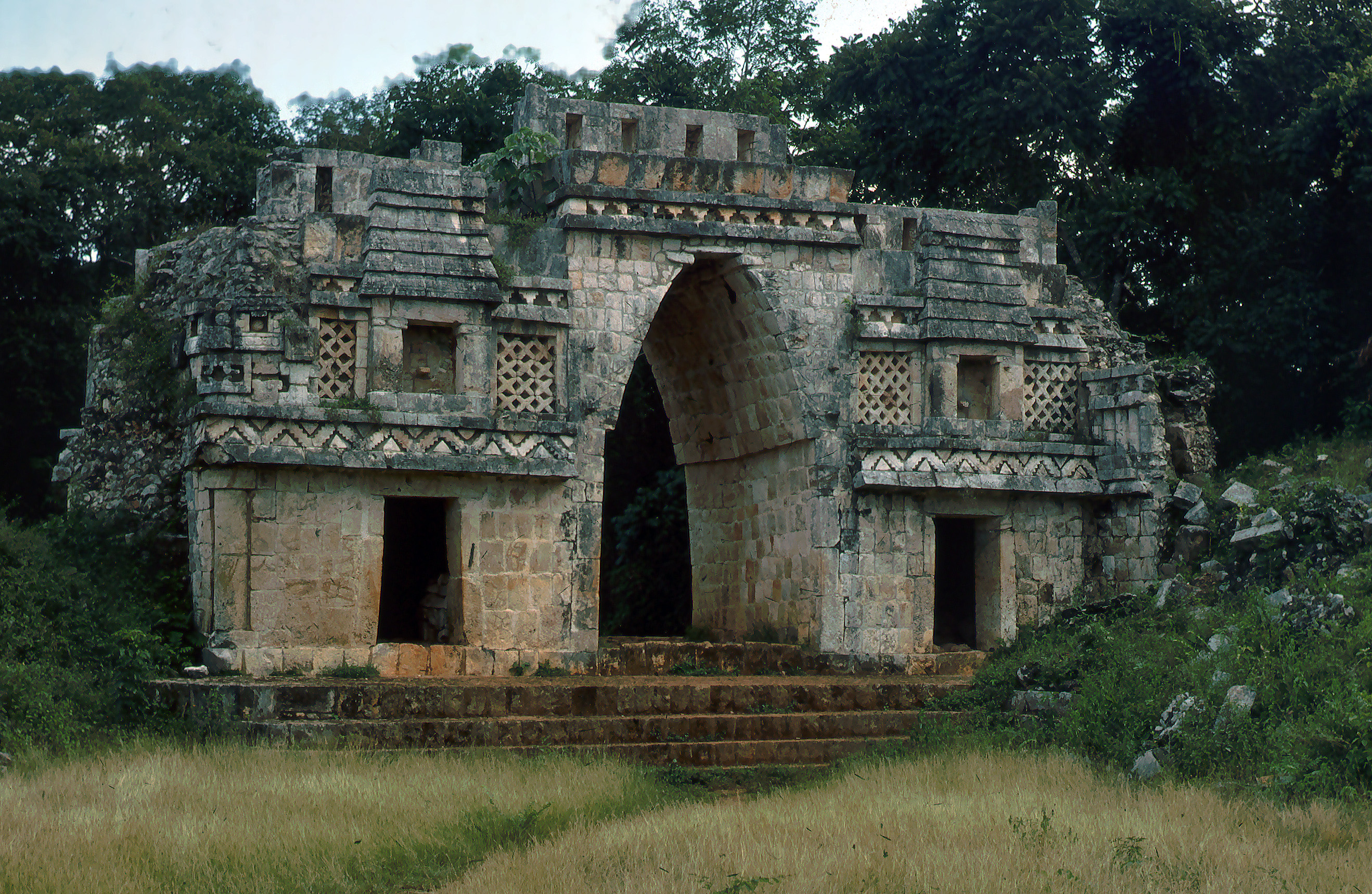
Arc de Labna, Façade ouest

Labná se situe au sud ouest de l'État, au sud d'Uxmal ; ses coordonnées sont 20.09.6 nord et 89.35 ouest.
Le site abrite un grand palais à deux étages, quelques temples pyramidaux et une sorte d'arc de triomphe décoré. L'architecture est de style Puuc et fait un usage excessif de structures imbriquant des pierres taillées sur mesure et de peintures, notamment des masques de Chac, le dieu de la pluie au long nez.
Le site a été construit au cours de la période classique finale. Une date correspondant à 862 est inscrite dans le palais.
La première référence écrite sur Labná est due à John Lloyd Stephens qui visita le site avec l'artiste Frederick Catherwood en 1842.
Le site est ouvert pour des visites touristiques.